# 内尔维

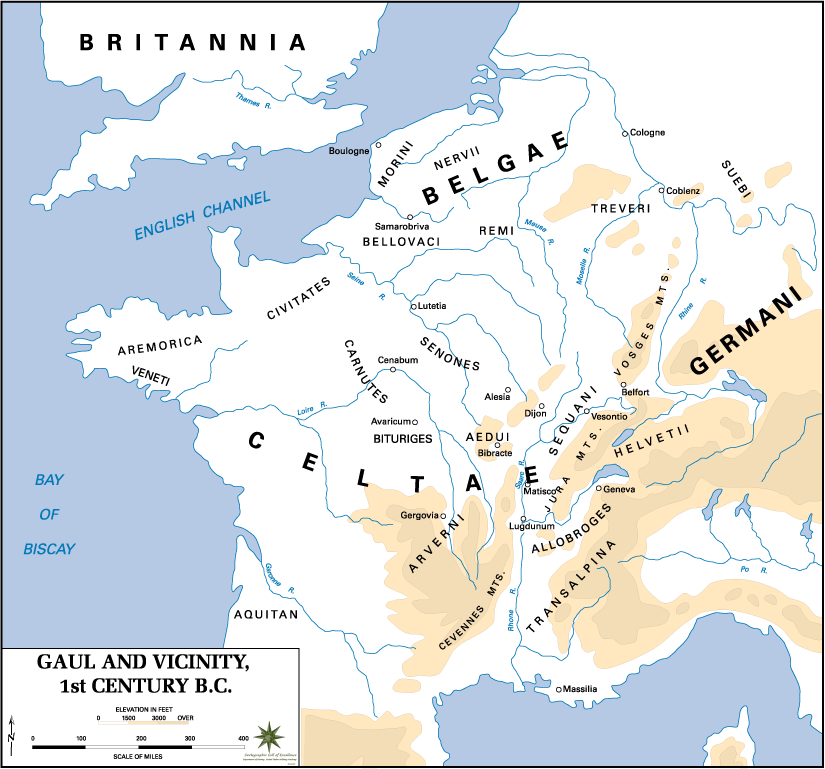
公元前一世纪高卢地图，标明了内尔维人部落的位置

内尔维（Nervii），是贝尔盖部落中最为强大的一支，罗马征服高卢期间活动于高卢的北部。他们的领土相当于包括布鲁塞尔在内的现代比利时的中部，向南则一直扩张到现代法国的埃诺省。公元前一世纪，凯撒率领的罗马军团进入高卢，比利时东北部的雷米人向罗马军团臣服。凯撒从雷米人口中得知，内尔维人是贝尔盖各部落中最为好战的一支，善于长途奔袭。凯撒把内尔维人以及他们西面的门奈比人、东侧的厄勃隆尼斯人划定为无法通过收买来降服的部落。

## 领土
构了内尔维人的领土的西部和西北边界是斯海尔德河。南部边界穿过埃诺省一直到阿鲁艾兹（Arrouaise）和蒂耶拉什的森林。东部边界不明，有可能一直延伸到北起现代鲁汶附近的代勒河谷，南至那慕尔附近瓦隆尼亚南部和默兹省。在阿瑟附近发现的一个小型要塞被认为是内尔维人修建的。内尔维人的大部分人口集中在桑布尔河流域的南部领土，其中最大的定居点在埃尔普河畔阿韦讷附近的阿韦内勒。凯撒曾记载很多较小的部落会派兵参加内尔维人的部队。

## 语言
内尔维所在的贝尔盖北部地区一向被认为是凯尔特语和日耳曼语的中间地带。
凯撒的记录中提到从雷米人那里得知不断有从莱茵河以东的日耳曼人迁移到内尔维。罗马化的古希腊作家斯特拉波认为内尔维人起源于日耳曼人塔西陀在著作《日耳曼尼亚志》中称内尔维人和特雷维里人均自称起源于日耳曼人，以使自己的部落在羸弱的高卢部落中显得与众不同。
罗马人对于北方蛮族的种族区分并不精确，凯撒简单地根据地域而不是语言来区分种族，将日耳曼人归为“起源于莱茵河以东的蛮族”。当时，莱茵河以东的日耳曼语与易北河一带的有很大的区别。

## 文化
凯撒认为贝尔盖各部落是高卢人中是最为勇敢的，其中内尔维人又是贝尔盖部落中最为强大的。他认为他们的文化类似于斯巴达：不喜爱饮酒和奢侈品，时刻保持头脑清醒，他们也不喜欢贸易，没有商人阶层。
考古学家一直试图通过硬币来确定贝尔盖北部各部落的领地范围，内尔维人使用的是一种古希腊的金银币。

## 高卢战争
公元前57年，内尔维人加入了对抗凯撒的贝尔盖联盟，当联盟战败崩溃，一些部落投降之后，内尔维人和阿特雷巴特人、维洛曼杜伊人合兵一处，在首领博铎纳图斯的率领下，几乎击败了凯撒。（阿杜亚都契人也同意参战但开战时部队并未及时抵达）。在萨比斯河战役中，内尔维人设下埋伏，趁凯撒安营扎寨的时机发动突袭，攻击之迅猛罗马人甚至来不及戴上头盔、举起盾牌。当时，凯撒抓起一面盾牌亲自加入战线，从而迅速组织起士兵，稳定了战线。与此同时，提图斯.拉比努斯率领第十军团攻击了内尔维人的营帐，在后方押送行李车的第十三军团和第十四军团也赶到战场，扭转了战局。据凯撒自述，内尔维人几乎获胜，并向他们勇敢表示敬意，称他们为“英雄”。
公元前53年，安比奥里克斯率领厄勃隆尼斯人发动叛乱，劫后的内尔维人也一并加入叛军，并参与了对昆图斯·图利乌斯·西塞罗（马库斯·图利乌斯·西塞罗的幼弟）所辖军团的冬季营地的围攻，这次围城一直持续到凯撒率军解围。

## 罗马时期

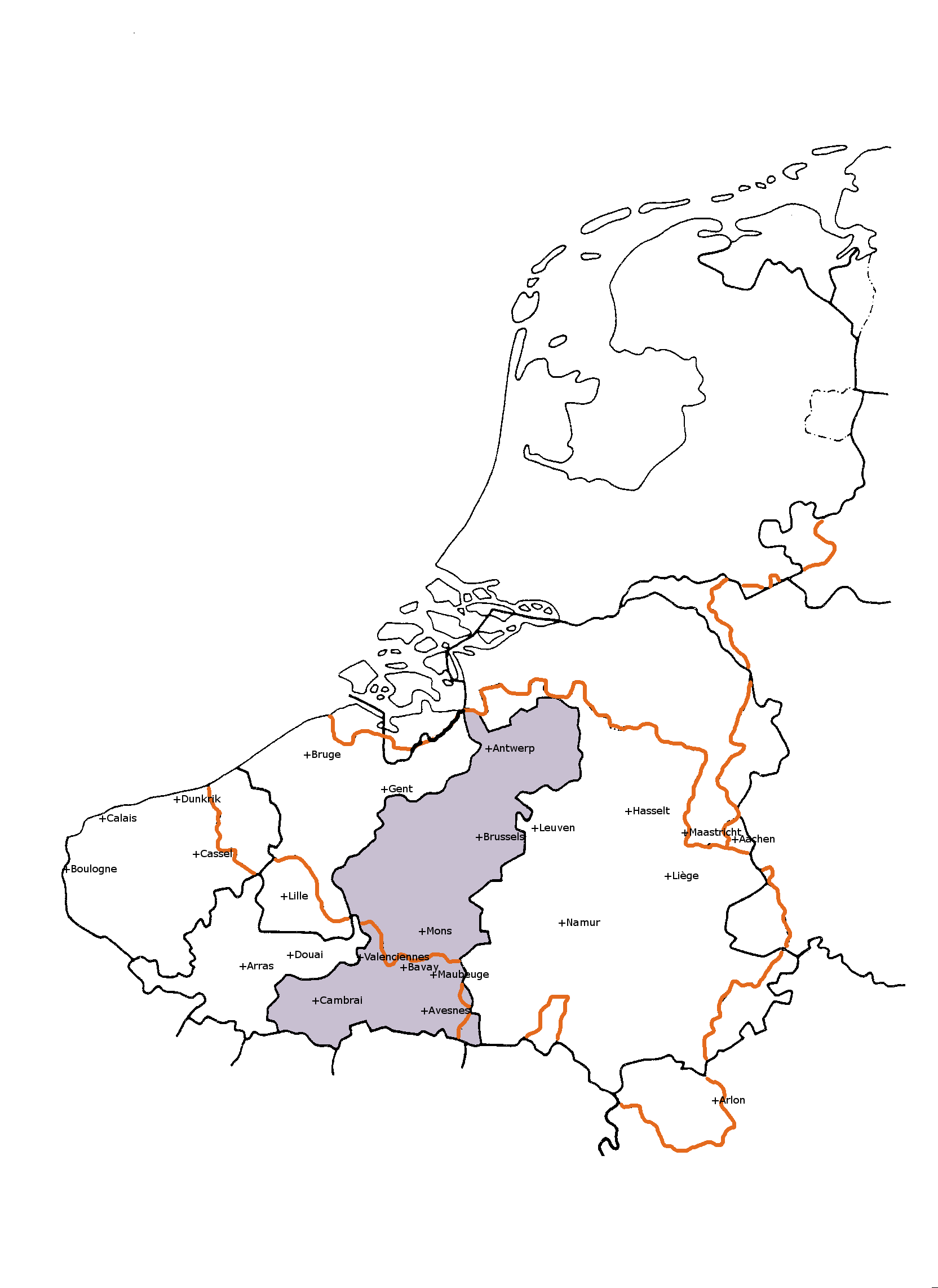
中世纪康布雷教区是在罗马在内尔维建立的城镇基础上建立的

罗马在位于内尔维人原来领地的南部的巴韦建立了城市。
内尔维人以传播谷物种植技术闻名，他们也善于制作陶器。
在安多宁长城的Rough Castle要塞中所发掘出物品上的铭文显示，2世纪这里驻扎着500名隶属第六步兵团的内尔维部队。根据塔西陀的记录，内尔维人也效力于莱茵河的罗马步兵团。
260年到275年间，法兰克人发动了大规模进攻，罗马人在卡马拉孔建立了一座新的城市（包括巴韦及其南部地区），扼守干道，成为新的要塞防线的一部分。到432年，内尔维地区已经被法兰克人占据，法兰克国王希尔德里克一世就葬在图尔奈。中世纪直到1559年，这里成为天主教康布雷总教区。